# René Italo Ricolfi Doria
René Italo Ricolfi Doria (Cologny, 30 maggio 1901 – Ginevra, 4 febbraio 1970) è stato un pallanuotista, nuotatore e imprenditore svizzero, di origini italiane. È conosciuto anche come padre di Marina Ricolfi Doria, moglie di Vittorio Emanuele di Savoia e madre di Emanuele Filiberto di Savoia.

## Biografia

### Famiglia d'origine
La famiglia dei Ricolfi Doria è originaria del genovese e possedeva un palazzotto a Novi Ligure. Il fondatore della famiglia fu l'abate Giovanni Ricolfi che, in piena Rivoluzione francese, aveva dismesso gli abiti sacri per sposare con rito civile Geronima Angiola Maria Doria, figlia di Francesco Agostino Doria, appartenente a un ramo cadetto della famiglia genovese staccatosi verso la fine del XII secolo, e di Teresa Sauli, che morì subito dopo la nascita dell'unico figlio, Giuseppe Giovanni Battista Tito Ricolfi Doria.
Il figlio di costui, Francesco Adriano Ricolfi Doria, si trasferì a Ginevra, dove ottenne la cittadinanza svizzera. Sua moglie, Éveline Claparède, apparteneva a un'antica famiglia borghese ginevrina di origine francese imparentata con il celebre banchiere Jacques Necker. Sposò Iris Amalia Benvenuti (1905-2004).

#### Genealogia
- Vincenzo Ricolfi sposa Stefanina Arnaldi, da cui nasce:
  - Giovanni Ricolfi (Castellaro, 12 aprile 1766 - Lavagna, 14 gennaio 1846), che sposa a França, Grasse il 24 aprile 1803 Geronima Angiola Maria Doria (Genova, 16 aprile 1775 - Grasse, 1803), figlia del marchese Francesco Giuseppe Doria e di Teresa Sauli, da cui nasce:
    - Giuseppe Giovanni Battista Tito Ricolfi Doria (França, Grasse, 3 ottobre 1803 - Lavagna, 9 luglio 1875), che sposa a San Nicolò a Novi Ligure l'11 novembre 1824 Luisa Lazotti (1804 - Lavagna, Ricolfago, 26 novembre 1844), figlia di Domenico Lazotti e di Carlotta di Ottavio Cattaneo, da cui nasce:
      - Francesco Adriano Ricolfi Doria (Lavagna, 18 gennaio 1841 - Ginevra, 1902), che sposa a Novi il 27 giugno 1872 Éveline Claparède (12 maggio 1840 - 23 novembre 1910), figlia di Charles-Claude Claparède e di Anna-Louisa Brünner, figlio di Jean Louis René Claparède, figlio di Claude Philippe Claparède, da cui nasce:
        - Giuseppe Silvio Uberto Ricolfi Doria (Cologny, 30 agosto 1874 - Cologny, 14 agosto 1952), che sposa a Ginevra il 29 aprile 1899 Vittorina Pianzola, figlia di Francesco Pianzola e Regina Bava, da cui nasce:
          - René Italo Ricolfi Doria (Cologny, 30 aprile 1901 - Ginevra, 4 febbraio 1970), che sposa a Ginevra nel 1930 Iris Amalia Benvenuti (Pallanza, 14 gennaio 1905 - Collonge-Bellerive, 10 settembre 2004), figlia di Eugenio Alessandro Benvenuti e di Margherita Teresa Putero.

### Carriera sportiva
Ha fatto parte della Svizzera che ha preso parte ai Giochi di Anversa 1920, dove ha gareggiato nei 400m sl, 1500m sl, e partecipato al torneo di pallanuoto.

### L'azienda Doria
Nel 1958, insieme ad Ugo Zanin, fonda a Sarmede, con sede ad Orsago, l'azienda Doria, specializzata in produzione di dolci, cracker e biscotti. La famiglia è rimasta proprietaria dell'azienda fino al 2006, quando è stata rilevata dalla Bauli. Tra i suoi più noti prodotti vi sono i biscotti Bucaneve (che nel 2008 ha compiuto 50 anni) ed Atene, ed i cracker Doriano.

### Titoli nobiliari
In quanto discendente del marchese Francesco Giuseppe Doria, padre di Angiola Maria Doria, spesso la famiglia è stata identificata di rango marchionale, sebbene questa "trasmigrazione" del titolo nobiliare dalla famiglia Doria a quella dei Ricolfi non sia mai stata confermata, risultando priva di fondamento.

## Ascendenza
|                                 |                   |                             | Genitori                     |  |  | Nonni |  |  | Bisnonni                        |  |  | Trisnonni        |  |
|                                 |                   |                             |                              |  |  |       |  |  | Giuseppe Giovanni Ricolfi Doria |  |  | Giovanni Ricolfi |  |
|                                 |                   |                             |                              |  |  |       |  |  | Giuseppe Giovanni Ricolfi Doria |  |  | Giovanni Ricolfi |  |
|                                 |                   | Angiola Maria Doria         |                              |  |  |       |  |  | Giuseppe Giovanni Ricolfi Doria |  |  |                  |  |
| Francesco Adriano Ricolfi Doria |                   |                             |                              |  |  |       |  |  | Giuseppe Giovanni Ricolfi Doria |  |  |                  |  |
|                                 |                   | Luisa Lazotti               | Domenico Lazotti             |  |  |       |  |  |                                 |  |  |                  |  |
|                                 |                   | Luisa Lazotti               | Domenico Lazotti             |  |  |       |  |  |                                 |  |  |                  |  |
|                                 |                   | Luisa Lazotti               | Carlotta Cattaneo            |  |  |       |  |  |                                 |  |  |                  |  |
| Giuseppe Silvio Ricolfi Doria   |                   | Luisa Lazotti               |                              |  |  |       |  |  |                                 |  |  |                  |  |
|                                 |                   | Charles-Claude de Claparède | Jean Louis René de Claparède |  |  |       |  |  |                                 |  |  |                  |  |
|                                 |                   | Charles-Claude de Claparède | Jean Louis René de Claparède |  |  |       |  |  |                                 |  |  |                  |  |
|                                 |                   | Charles-Claude de Claparède | Renée Claparède              |  |  |       |  |  |                                 |  |  |                  |  |
| Eveline de Claparède            |                   | Charles-Claude de Claparède |                              |  |  |       |  |  |                                 |  |  |                  |  |
|                                 |                   | Anna-Louisa Brünner         | Gaspard Brünner              |  |  |       |  |  |                                 |  |  |                  |  |
|                                 |                   | Anna-Louisa Brünner         | Gaspard Brünner              |  |  |       |  |  |                                 |  |  |                  |  |
|                                 |                   | Anna-Louisa Brünner         | Suzanne Rigaud               |  |  |       |  |  |                                 |  |  |                  |  |
| René Italo Ricolfi Doria        |                   | Anna-Louisa Brünner         |                              |  |  |       |  |  |                                 |  |  |                  |  |
|                                 | Giovanni Pianzola | Paolo Pianzola              |                              |  |  |       |  |  |                                 |  |  |                  |  |
|                                 | Giovanni Pianzola | Paolo Pianzola              |                              |  |  |       |  |  |                                 |  |  |                  |  |
|                                 | Giovanni Pianzola | Teresa Rolandi              |                              |  |  |       |  |  |                                 |  |  |                  |  |
| Francesco Pianzola (1853-1925)  | Giovanni Pianzola |                             |                              |  |  |       |  |  |                                 |  |  |                  |  |
|                                 |                   | Teresa Medicina             | Pietro Medicina              |  |  |       |  |  |                                 |  |  |                  |  |
|                                 |                   | Teresa Medicina             | Pietro Medicina              |  |  |       |  |  |                                 |  |  |                  |  |
|                                 |                   | Teresa Medicina             | Rosa Zucchella               |  |  |       |  |  |                                 |  |  |                  |  |
| Vittorina Pianzola              |                   | Teresa Medicina             |                              |  |  |       |  |  |                                 |  |  |                  |  |
|                                 |                   | Lorenzo Bava                |                              |  |  |       |  |  |                                 |  |  |                  |  |
|                                 |                   |                             |                              |  |  |       |  |  |                                 |  |  |                  |  |
|                                 |                   |                             |                              |  |  |       |  |  |                                 |  |  |                  |  |
| Regina Bava (1864-1911)         |                   |                             |                              |  |  |       |  |  |                                 |  |  |                  |  |
|                                 |                   | Anna Maria Bava             | Antonio Bava                 |  |  |       |  |  |                                 |  |  |                  |  |
|                                 |                   | Anna Maria Bava             | Antonio Bava                 |  |  |       |  |  |                                 |  |  |                  |  |
|                                 |                   | Anna Maria Bava             | Maddalena Golia              |  |  |       |  |  |                                 |  |  |                  |  |
|                                 |                   | Anna Maria Bava             |                              |  |  |       |  |  |                                 |  |  |                  |  |